# زیزیک، قوبا
زیزیک (به ترکی آذربایجانی: Zizik) یک منطقه مسکونی در جمهوری آذربایجان است که در شهرستان قوبا واقع شده‌است. زیزیک ۱۵۸۸ نفر جمعیت دارد.

## دین
در مسجد جامع زیزیک یک هیئت مذهبی وجود دارد.